# Maria Petraccini
Maria Magdalena Petraccini, född 12 november 1759, död 1 juni 1791, var en italiensk läkare och professor i anatomi. 
Hon var gift med kirurgen Francesco Ferreti och studerade från 1788 anatomi och medicin universitetet i Florens, och därefter i Universitetet i Ferrara. Maria och hennes dotter undervisade sedan båda i anatomi vid universitetet i Ferrara. Hon och hennes dotters akademiska karriär i Ferrara har tydliggjort att det inte endast var i Salerno och Bologna som kvinnor tilläts studera under 1700-talet. 
Maria Petraccini publicerade en bok om vården av mödrar och spädbarn och gjorde sig känd för sina rekommendationer att upphöra med lindningen av nyfödda och att även spädbarn skulle tillåtas röra sina lemmar.  